# Blang Preh (Simpang Tiga)
Blang Preh is een bestuurslaag in het regentschap Aceh Besar van de provincie Atjeh, Indonesië. Blang Preh telt 200 inwoners (volkstelling 2010).